# 잉거구

잉거 구의 위치

잉거구(한국어: 앵가구, 중국어: 鶯歌區, 병음: Yīnggē Qū)는 중화민국 신베이시의 구이다. 넓이는 21.1248km2이고, 인구는 2015년 8월 기준으로 88,268명이다.

## 지리
잉거 구는 신베이시 서단에 위치하고, 동쪽은 수린 구와 서쪽은 타오위안시 바더 시, 타오위안 시와 서남쪽은 타오위안시 다시 진과 동남쪽은 싼샤 구와 북쪽은 타오위안시 구이산 향과 각각 접하고 있다.

## 역사
1684년에 객가인의 이주가 시작되었다. 《도원청지(桃園廳志)》에 의하면 1685년에 천주의 진유가 남부에서 이주 했다고 한다.
1920년에 오카 장(鶯歌庄)이 이곳에 설치되었고 1940년에는 오카 가(鶯歌街)로 승격하였다. 1945년 이후에는 잉거 진으로 고쳐져 현재에 이르고 있다.
지명은 잉거의 북쪽의 산에 앵무새 형태의 큰 바위가 있어, 그 때문에 앵가석(鸚哥石)으로 불리고 있던 것이, 응가석(鷹哥石), 앵가(鶯哥), 앵가(鶯歌)로 바뀌었다고 한다. 전설에는 이 거석은 독을 뿜어 사람을 죽였다고 하며, 그 해를 없애기 위해 정성공이 폭파했다고 전해진다.

## 경제
청조에서 일본 통치 시대까지는 농업이 산업의 중심이었지만, 현재는 도기를 굽는 요업이 산업의 중심이다.
전승에는 청조 가경 연간에 오안, 오당, 오증 등이 이곳에 왔을 때, 주변의 첨산 지역에서 양질의 점도를 발견해, 여기에 소요를 설치한 것이 요업의 시작이라고 전한다. 요업은 일본 통치 시대까지는 농가의 부차적인 산업이었지만, 전후에 비약적으로 발전해 현재는 중요한 지방 특색 산업으로서의 지위를 확립했다.

## 교통
- 타이완 철로관리국 종관선